# 颍阳镇 (襄城县)
颍阳镇，是中华人民共和国河南省许昌市襄城县下辖的一个乡镇级行政单位。

## 行政区划
颍阳镇下辖以下地区：
新杨庄村、菅庄村、纪拐村、陈刘侯村、小王庄村、张左村、大罗庄村、管武村、谭庄村、后郑庄村、大路李村、小河村、邢庙村、洪村寺村、盛寨村、古城周庄村、大河村、大路吴村、北刘庄村、牛庄村、东张庄村、苏庄村、东单庄村、大王庄村和河沿孙村。